# Collegium Bohemicum
Das Collegium Bohemicum ist eine 2006 gegründete gemeinnützige Kultur-, Bildungs- und Forschungseinrichtung mit Sitz in Ústí nad Labem. Die Organisation widmet sich vor allem den deutsch-tschechischen Beziehungen und dem Kulturerbe der deutschsprachigen Bevölkerung in den böhmischen Ländern. Dazu beteiligt es sich an der Organisation von deutsch-tschechischen Kulturveranstaltungen sowie von wissenschaftlichen Seminaren und Vorlesungen und bietet darüber hinaus auch Bildungsprojekte und Stipendien an.

## Geschichte
Nach einer Vorbereitungsphase erfolgte am 22. Juni 2006 die Zustimmung zur Gründung des Collegium Bohemicum als gemeinnützige Gesellschaft (o.p.s.) durch die Versammlung der Stadtverordneten von Ústí nad Labem. An der Entstehung waren die Stadt Ústí nad Labem, das Stadtmuseum, die Jan-Evangelista-Purkyně-Universität und die Gesellschaft für die Geschichte der Deutschen in Böhmen beteiligt. Im Sommer 2007 begann das Collegium Bohemicum mit seiner Bürotätigkeit. Einige Zeit später beteiligte sich auch das Kulturministerium der Tschechischen Republik als unterstützende Institution. Am 29. Juni 2011 war der feierliche Beginn der Arbeit des Collegium Bohemicum im renovierten Museumsgebäude von Ústí nad Labem, wo neben dem Collegium Bohemicum auch das Stadtmuseum seine Büroräume hat.
Die erste Direktorin des Collegium Bohemicum war Blanka Mouralová (* 1974), sie wurde ab 1. Mai 2017 von Petr Koura (* 1978) abgelöst.
Im 2000er Jahrzehnt begannen Planungen zu einer Dauerausstellung über die Geschichte der Deutschen in Tschechien. 2011 wurde ein Konzept entworfen. Jedoch hatten Probleme mit den Fördergeldern vom tschechischen Kulturministerium das Projekt verzögert – und auch eine Überarbeitung notwendig gemacht. Die Eröffnung der mit »Unsere Deutschen« betitelten Dauerausstellung erfolgte im November 2021.

## Ziele
Ziel der Gründung war, dass die Organisation als öffentliche, interaktive, nicht-gewinnorientierte Einrichtung eng mit dem Stadtmuseum sowie der Universität und der Stadt zusammenarbeitet und ihre Tätigkeit zugleich auf Tschechien insgesamt ausdehnt. Besonders die Forschung auf dem Gebiet der Geschichte der Deutschen in Böhmen und die Auseinandersetzung mit der deutsch-tschechischen Geschichte und die Beziehungen sollen im Zentrum der Arbeit des Collegium Bohemicum stehen. Die Tätigkeiten erstrecken sich von der Organisation von wissenschaftlichen Konferenzen und Vorlesungen sowie anderen Bildungsveranstaltungen über die Erarbeitung von Ausstellungen und Publikationen bis hin zur Betreibung eines eigenen Archivs sowie einer Bibliothek, welche auch der Öffentlichkeit zur Verfügung stehen. Zielpublikum ist daher auch die Öffentlichkeit aus Deutschland, Tschechien und Österreich.

## Aussiger Literaturnacht
Gemeinsam mit der Brücke/Most-Stiftung, dem Kulturzentrum der Stadt Ústí nad Labem, der Robert Bosch Stiftung, der Galerie Emila Filly und dem Goethe-Institut in Prag ist das Collegium Bohemicum an dem Projekt der Aussiger Literaturnacht seit 2008 beteiligt, als zum ersten Mal vor dem Hintergrund der 10. Tschechisch-Deutschen Kulturtage die Deutsch-Tschechische Literaturnacht im Aussiger Kulturhaus stattfand. Dabei waren Autoren und Schauspieler anwesend, die im Kulturhaus Texte von zeitgenössischen deutschen sowie tschechischen Schriftstellern lasen.

## Kino Aussig
Die Organisation organisiert seit 2008 jährlich eine Veranstaltung unter dem Titel „Kino Aussig“, bei dieser werden mehrere deutsche Filme sowohl Schulklassen als auch der allgemeinen Öffentlichkeit in Ústí nad Labem präsentiert. 2010 fand dieses Projekt im Rahmen der 12. Tschechisch-Deutschen Kulturtage statt, bei welchen deutsche Filme der beiden vorherigen Jahre aufgeführt wurden.

## Publikationen
- Otfried Preußler: Der Engel mit der Pudelmütze/Anděl v kulichu, Ústí nad Labem 2009
- Tragische Erinnerungsorte / Tragická místa paměti, Prag 2010
- Erinnerungsorte des deutsch-tschechischen Zusammenlebens / Místa paměti česko-německého soužití, Prag 2011

## Wissenschaftlicher Beirat
Beim Wissenschaftlichen Beirat handelt es sich um ein Beratungsorgan des Direktors und Verwaltungsrats im Hinblick auf die Forschungsarbeit des Collegium Bohemicum.

### Mitglieder (seit 2017)
- Detlef Brandes, Vorsitzender des Wissenschaftlichen Beirats – vormals Professor am Institut für Kultur und Geschichte der Deutschen im östlichen Europa an der Heinrich-Heine-Universität Düsseldorf
- Miloš Řezník, stellvertretender Vorsitzender des Wissenschaftlichen BeiratsDirektor des Deutschen Historischen Instituts Warschau
- Luděk Beneš – Vorsitzender der Kommission museologischer Historiker bei der Assoziation der Museen und Galerien der Tschechischen Republik
- Elisabeth Fendl – wissenschaftliche Mitarbeiterin am Institut für Volkskunde des östlichen Europa, Freiburg
- Anna Habánová – Kunsthistorikerin und führende Kuratorin der Regionalgalerie Liberec
- Christian Hanus – Leiter des Departments für Bauen und Umwelt an der Universität für Weiterbildung Krems
- Václav Houžvička – Soziologe und Politologe, Leiter des Lehrstuhls für Recht und Politologie der Sozialökonomischen Fakultät der Jan-Evangelista-Purkyně-Universität Ústí nad Labem
- Miroslav Kunštát – Historiker der Tschechischen Akademie der Wissenschaften
- Václav Petrbok – Literaturhistoriker des Instituts für tschechische Literatur der Tschechischen Akademie der Wissenschaften
- Jan Royt – Kunsthistoriker und Prorektor der Karls-Universität
- Ira Spieker – Leiterin der Abteilung für Ethnographie des Instituts für sächsische Geschichte und Volkskunde in Dresden
- Martin Veselý – Leiter des Lehrstuhls für Geschichte der Philosophischen Fakultät der Jan-Evangelista-Purkyně-Universität Ústí nad Labem
- Tobias Weger – Historiker am Institut für deutsche Kultur und Geschichte Südosteuropas an der LMU München

### Vormalige Mitglieder (2007–2017)
- Kristina Kaiserová – Direktorin des Institut für slawisch-germanische Beziehungen der Jan-Evangelista-Purkyně-Universität Ústí nad Labem
- Milena Bartlová – Kunstgeschichtliches Seminar an der Philosophischen Fakultät der Masaryk-Universität in Brünn
- Peter Becher – Geschäftsführer des Adalbert-Stifter-Vereins, München
- Peter Haslinger – Direktor des Herder-Instituts Marburg und Professor für Geschichte Ostmitteleuropas an der Justus-Liebig-Universität Gießen
- Miloš Havelka – Professor am Politikwissenschaftlichen Institut der Karls-Universität
- Daniel Kroupa – Leiter des Lehrstuhls für Politologie und Philosophie der Jan-Evangelista-Purkyně-Universität Ústí nad Labem
- Marek Nekula – Direktor des Bohemicums Regensburg – Passau der Universität Regensburg
- Stefan Michael Newerkla – Leiter des Instituts für Slawistik der Universität Wien
- Jiří Pešek – Leiter des Instituts für deutsche und österreichische Studien der Karls-Universität
- Jacques Rupnik – Professor am Institut d’études politiques de Paris
- Walter Schmitz – Direktor des MitteleuropaZentrums für Staats-, Wirtschafts- und Kulturwissenschaften an der TU Dresden
- Martin Schulze Wessel – 1. Vorsitzender des Collegium Carolinum, München
- Stanislav Slavík – Historiker an der Abteilung für Neue Geschichte im Prager Nationalmuseum
- Jan Šícha – Mitarbeiter der Abteilung für Mitteleuropa im Auswärtigen Amt der Tschechischen Republik

Am 26. November 2009 trat vorzeitig von seiner Funktion im Wissenschaftlichen Beirat zurück:
- Hans Peter Hye – wissenschaftlicher Mitarbeiter am Forschungsbereich Geschichte der Habsburgermonarchie der ÖAW